# Gua sha

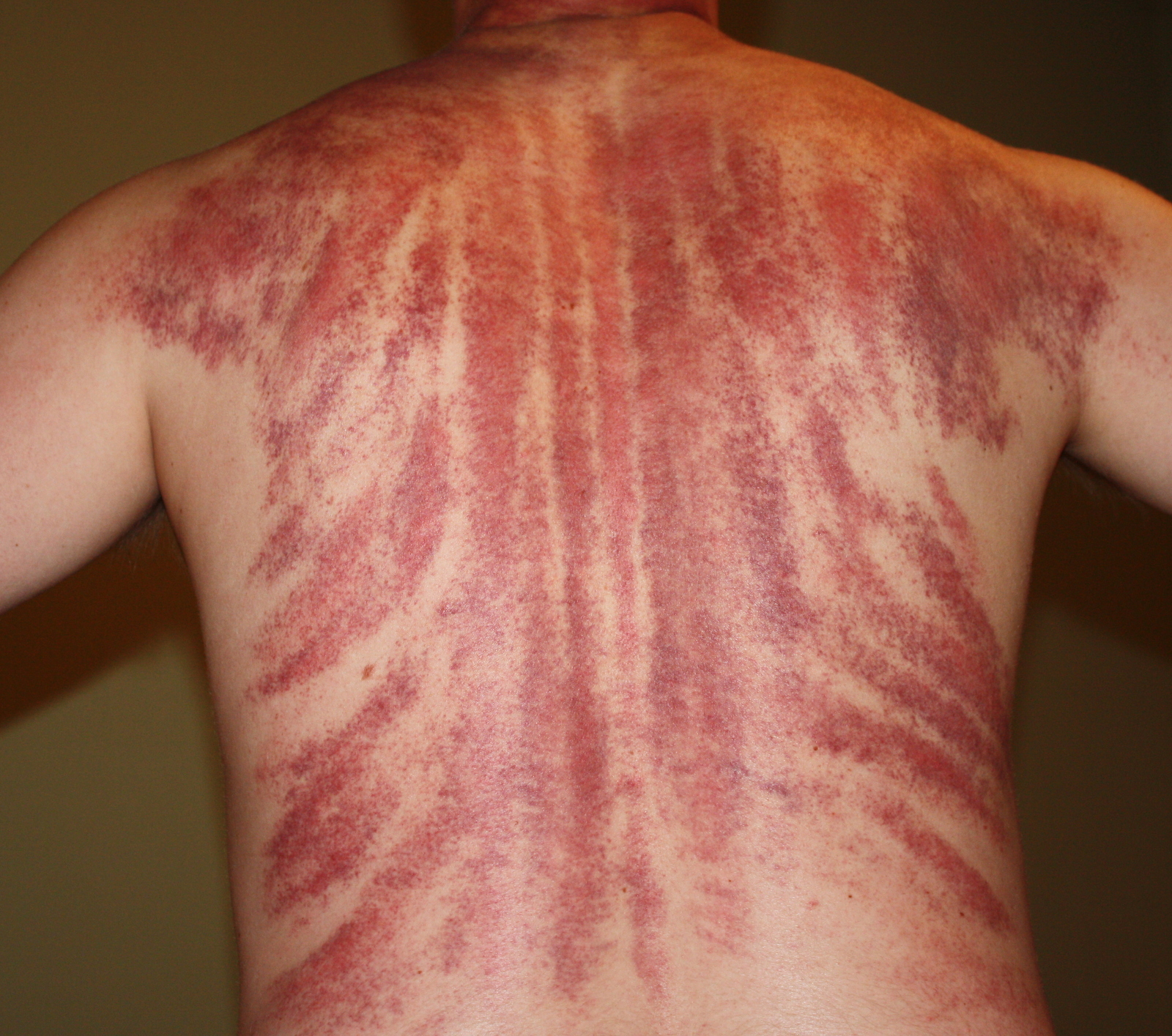
Dorso di un paziente trattato con un massaggio Gua sha

Gua sha (in cinese 刮痧 e in pinyin guā shā; letteralmente in italiano: graffiare via la febbre) è una pratica appartenente alla medicina tradizionale cinese diffusa principalmente in Asia.
Il nome vietnamita di questa pratica è cạo gió, coniato da Shang Han Lun.
Consiste nella stimolazione cutanea di zone specifiche, eseguendo dei raschiamenti sull'epidermide, provocando la presenza di petecchie ("Sha" in cinese), che si disgregano nell'arco di alcuni giorni. Esistono anche alcune varianti di questa terapia.
A questa pratica è ispirato il film del 2001 The Treatment, con protagonista Tony Leung Ka-Fai e il cui titolo originale è appunto Gua sha. Sulla tecnica Arya Nielsen ha pubblicato il volume Gua Sha: A Traditional Technique for Modern Practice. Inoltre è stato fatto un video che mostra la messa in pratica del trattamento in un ospedale di Koetzting, in Germania.